# Sowiecka Formuła 3 Sezon 1965
Sowiecka Formuła 3 w sezonie 1965 – była szóstym sezonem Sowieckiej Formuły 3. Mistrzem serii został Gieorgij Surguczew (Trud Moskwa) na Melkusie 64.
Sezon rozegrano na torach Newskoje Kolco (18 okrążeń po 3260 m) i Nemanskoje Kolco (12 okrążeń po 5450 m). Trzecia eliminacja, w Tallinnie (27–30 sierpnia) została anulowana.

## Kalendarz wyścigów
| Runda | Data        | Tor       | Pole position | Najszybsze okrążenie | Zwycięzca (kierowcy) | Zwycięzca (zespoły) |
| ----- | ----------- | --------- | ------------- | -------------------- | -------------------- | ------------------- |
| 1     | 13 sierpnia | Leningrad | ?             | Gieorgij Surguczew   | Gieorgij Surguczew   | Trud Moskwa         |
| 2     | 23 sierpnia | Kowno     | ?             | ?                    | Gieorgij Surguczew   | Trud Moskwa         |

## Klasyfikacja kierowców
| Legenda oznaczeń w tabelach wyników Wyświetl szablon na nowej stronie | Legenda oznaczeń w tabelach wyników Wyświetl szablon na nowej stronie                                                                     |
| Oznaczenie                                                            | Wyjaśnienie |
| --------------------------------------------------------------------- | --- |
| Złoty                                                                 | Zwycięzca lub mistrzostwo |
| Srebrny                                                               | 2. miejsce lub wicemistrzostwo |
| Brązowy                                                               | 3. miejsce lub II wicemistrzostwo |
| Zielony                                                               | Ukończył, punktował (w klasyfikacji generalnej, gdy zdobył co najmniej jeden punkt na przestrzeni sezonu, poza trzema powyższymi opcjami) |
| Niebieski                                                             | Ukończył, nie punktował (w klasyfikacji generalnej, gdy nie zdobył co najmniej jednego punktu na przestrzeni sezonu)                      |
| Czerwony                                                              | Nie zakwalifikował się (NZ) |
| Czerwony                                                              | Nie prekwalifikował się (NPK) |
| Różowy                                                                | Nie ukończył (NU) |
| Różowy                                                                | Niesklasyfikowany (NS) (w klasyfikacji generalnej, gdy nie został sklasyfikowany w żadnym wyścigu sezonu)                                 |
| Czarny                                                                | Zdyskwalifikowany (DK) |
| Czarny                                                                | Wykluczony (WYK/EX) |
| Biały                                                                 | Nie wystartował (NW) |
| Biały                                                                 | Kontuzjowany (K/INJ) |
| Biały                                                                 | Wyścig odwołany (OD/C) |
| Bez koloru                                                            | Został wycofany (WYC/WD) |
| Bez koloru                                                            | Nie przybył (NP/DNA) |
| Bez koloru                                                            | Nie brał udziału w treningach (NT/DNP) |
| Bez koloru                                                            | Nie został zgłoszony (–) |
| Pogrubienie                                                           | Start z pole position |
| Kursywa                                                               | Najszybsze okrążenie wyścigu |
| †                                                                     | Nie ukończył, ale jego rezultat został zaliczony ze względu na przejechanie więcej niż 90% dystansu wyścigu.                              |
| *                                                                     | Sezon w trakcie |
| 1/2/3                                                                 | Punktowana pozycja w sprincie kwalifikacyjnym                                                                                             |
| Lista systemów punktacji Formuły 1                                    | |

| Poz. | Kierowca           | Zespół        | LEN | KWN | Punkty |
| ---- | ------------------ | ------------- | --- | --- | ------ |
| 1    | Gieorgij Surguczew | Trud Moskwa   | 1   | 1   | 40     |
| 2    | Ants Seiler        | Kalev Tallin  | 2   | 2   | 34     |
| 3    | Wiktor Łapin       | DOSAAF Moskwa | ?   | 4   |        |
| 9    | Jaan Küünemäe      | DOSAAF Võru   | 5   | ?   |        |